# Liste der Monuments historiques in Ludres
Die Liste der Monuments historiques in Ludres führt die Monuments historiques in der französischen Gemeinde Ludres auf.

## Liste der Objekte
| Bezeichnung              | Beschreibung                                                                                 | Standort                      | Kennzeichnung | Schutzstatus | Datum | Bild |
| ------------------------ | -------------------------------------------------------------------------------------------- | ----------------------------- | ------------- | ------------ | ----- | ---- |
| Kirchenfenster           | aus dem 16. Jahrhundert                                                                      | in der Kirche St-Epvre (Lage) | PM54000384    | Classé       | 1908  |      |
| Gemälde Madonna mit Kind | Ölfarbe auf Holz, um 1500, nach Rogier oder Goossen van der Weyden; in der Mairie aufbewahrt | in der Kirche St-Epvre (Lage) | PM54000386    | Classé       | 1982  |      |
| Kelch                    | Silber, vergoldet, um 1700                                                                   | in der Kirche St-Epvre (Lage) | PM54000385    | Classé       | 1981  |      |